# Carl-Einar Jørgensen
Carl-Einar Jørgensen (født 5. august 1928, død 8. februar 2025) var en dansk modstandsmand, psykolog, skolemand og lokalpolitiker.
Jørgensen var først bybud, sømand, vinduespudser og deltog i modstandsbevægelsen under Besættelsen. I 1946 fik han adgangseksamen til Søværnet, blev matrosmath og oversergent og tog studentereksamen. Dernæst blev Jørgensen i 1964 cand.psych. og forskede på Mentalhygiejnisk Forskningsinstitut bl.a. i trivsel på arbejdspladsen. I 1965 etablerede han Gladsaxeseminariet for børnehave- og fritidspædagoger og virkede der som rektor indtil 1985.
Parallelt var Jørgensen fra 1970 socialdemokratisk medlem af Københavns Borgerrepræsentation indtil 1984, herunder formand for Børne- og Ungdomsværnet, samt formand for Socialdemokratiet i Hovedstaden.
Fra 1985 til 1990 fungerede Carl-Einar Jørgensen som administrationschef for Institutionsafdelingen i Københavns Kommune, og fra 1990 til 1995 var han rektor for Den Sociale Højskole, hvor han oprettede en akademisk overbygning på socialrådgiveruddannelsen. Han sluttede sin karriere som rektor for Dansk-Bosnisk Gymnasium i Tølløse under Dansk Flygtningehjælp, hvilket han var i to år.
Efter Murens fald var Carl-Einar Jørgensen formand for den internationale organisation Social Hansa med 28 lande, som var et udvekslingsprojekt for socialarbejdere m.fl. især fra østlige lande. Jørgensen var tillige involveret i International Council on Social Welfare særlig i den europæiske organisation. I 1994 blev han Ridder af Dannebrog.
Den 27. december 2020 blev Carl-Einar Jørgensen blandt de første danskere, som blev vaccineret mod COVID-19.